# GROUND ANGEL
「GROUND ANGEL」（グラウンド・エンジェル）は、T.I GRAND PROJECT名義で2003年11月19日に発売された石井竜也16枚目のシングル。この項では2005年12月7日発売、本作シングル新装盤で21枚目のシングル『GROUND ANGEL in HIROSIMA』（グラウンドエンジェル・イン・ヒロシマ）についても併せて記述。

## 解説
石井竜也がT.I GRAND PROJECT名義で発表したシングル。アルバム『羽』の先行シングル。テーマは『切ない希望』。

## 『GROUND ANGEL』収録曲
- 作詞・作曲：石井竜也
- 編曲：辰巳博成・石井竜也

1. GROUND ANGEL
『1本の映画を作るような覚悟を携えて作った』[2]。本来歌詞をつけるつもりはなかったが、この企画に対し生半可な気持で取り組んではいないと伝えたい意図から歌詞を付けた[3]。曲中のファルセットはすべて石井の声。ミュージック・ビデオは8mmカメラで撮影された映像で、風景と少女[4]が映し出されている。
2. 天使の羽音
『羽音』というタイトルの理由は「そこに天使はいないから」とのこと。ミュージック・ビデオも制作されており、静止画に万華鏡のような効果を使用した映像になっている。
3. WHEN YOU'RE ALONE
『羽』未収録曲。曲中のポエム朗読はマリーザ。

## GROUND ANGEL in HIROSHIMA
石井竜也21枚目のシングル。2005年12月7日発売。2005年12月16日から12月25日にかけて広島平和記念公園で開催の同名イベントのサウンドトラック・シングル。ブックレットに千住博と石井の対談掲載。

## 『GROUND ANGEL in HIROSHIMA』収録曲
- 全作詞・作曲：石井竜也　編曲：辰巳博成

1. GROUND ANGEL(Special Version)
2003年盤より少し短めに収録。
2. HIROSHIMA '05
新曲。8月6日午前8時15分を歌った曲。
3. 天使の羽音(Edit Version)
2003年盤より少し短めに収録
4. イノチノチカイ
新曲。
5. 心和〜shinwa〜
新曲。Instrumental。

## 収録アルバム
| 曲名           | 収録アルバム                     | 発売日         | 備考                                          |
| -------------- | -------------------------------- | -------------- | --------------------------------------------- |
| GROUND ANGEL   | 『羽』                           | 2003年12月3日  | 8thオリジナル・アルバム                       |
| GROUND ANGEL   | 『石 〜Best of Best〜』          | 2005年10月12日 | 1stベスト・アルバム                           |
| GROUND ANGEL   | 『Tatuya Ishii Symphony Dreams』 | 2007年5月30日  | ライブDVDボックス（MVを特典映像として収録）。 |
| 天使の羽音     | 『羽』                           | 2003年12月3日  | 8thオリジナル・アルバム                       |
| 天使の羽音     | 『Tatuya Ishii Symphony Dreams』 | 2007年5月30日  | ライブDVDボックス（MVを特典映像として収録）。 |
| 心和〜shinwa〜 | 『TATUYA ISHII'S 河童幻想』      | 2007年12月5日  | 映画『河童』コンピレーション・アルバム        |